# Kepler-69 c
Kepler-69 c,, (anciennement KOI-172.02, K00172.02),,,, est une exoplanète confirmée de type super-Terre située à 2 700 années-lumière du Système solaire (une ancienne estimation de la distance de son étoile était de 1 040 années-lumière). Elle a été découverte par des astronomes affiliés à la mission Kepler et annoncée le 7 janvier 2013,. À la date de cette annonce, son existence restait toutefois à confirmer par d'autres observations. Cette confirmation a été apportée le 18 avril 2013,,. Kepler-69 c orbite dans la zone habitable de son étoile et constituait, au moment de sa découverte, un des meilleurs analogues terrestres connus.

## Exoplanète
| Terre | Kepler-69 c |
| ----- | ----------- |
|       | exoplanète  |

Kepler-69 c est une super-Terre, avec un rayon de 1,54 fois celui de la Terre. Elle orbite autour d'une étoile de même type que le Soleil, nommée Kepler-69 (anciennement KOI 172), à l'intérieur de la zone habitable qui est une zone située autour de l'étoile permettant à l'eau à l'état liquide d'exister à la surface d'une planète. Les scientifiques affirment que l'exoplanète « pourrait être une parfaite candidate pour abriter de la vie extraterrestre ».

## Étoile hôte et système planétaire
L'étoile hôte, Kepler-69 (KOI-172, KIC 8692861, 2MASS J19330262+4452080), est une étoile de type G un peu plus froide que le Soleil.
Kepler-69 c, la planète, se situe à 114 millions de kilomètres de son étoile et elle effectue une orbite complète autour de celle-ci en 242 jours. À titre de comparaison, la Terre orbite à une distance moyenne de 150 millions de kilomètres du Soleil en 365 jours.

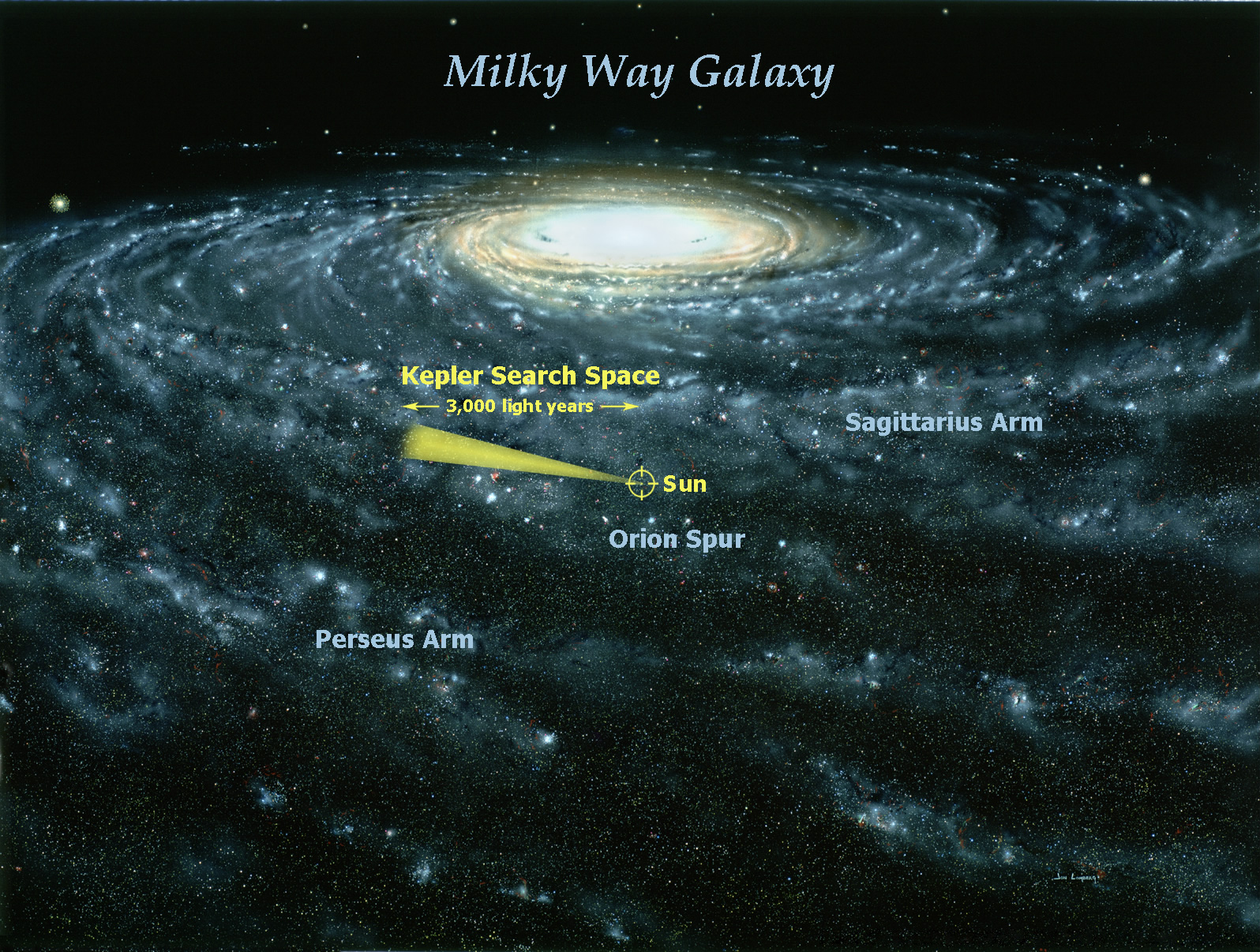
Champ de recherche du télescope spatial Kepler à l'intérieur de la Voie lactée.